# Rand (Oregon)
Rand az Amerikai Egyesült Államok északnyugati részén, Oregon állam Josephine megyéjében, a Siskiyou Nemzeti Erdőben elhelyezkedő önkormányzat nélküli település.
A település közelében természetvédelmi terület és a történelmi helyek jegyzékében szereplő erdészeti őrház is található.